# Giriviller
 Giriviller  es una población y comuna francesa, en la región de Lorena, departamento de Meurthe y Mosela, en el distrito de Lunéville y cantón de Gerbéviller.

## Demografía
| 81 | 65 | 53 | 45 | 40 | 39 |
| Para los censos de 1962 a 1999 la población legal corresponde a la población sin duplicidades (Fuente: INSEE [Consultar]) |    |    |    |    |    |